# IC 731
IC 731 ist eine Spiralgalaxie vom Hubble-Typ Sc im Sternbild Großer Bär am Nordsternhimmel. Sie ist schätzungsweise 318 Millionen Lichtjahre von der Milchstraße entfernt und hat einen Durchmesser von etwa 45.000 Lichtjahren.
Im selben Himmelsareal befindet sich u. a. die Galaxie NGC 3870.
Das Objekt wurde am 11. Mai 1890 vom US-amerikanischen Astronomen Lewis Swift entdeckt.